# Peng Shige
Peng Shige (xinès simplificat:彭实戈,) (Binzhou, 1947) és un matemàtic xinès. Acadèmic de l'Acadèmia Xinesa de Ciències. Especialista en càlcul estocàstic i en matemàtica financera.

## Biografia
Peng Shige va néixer el 8 de desembre de 1947 a Binzhou província de Shandong (Xina).
De 1955 a 1964 va estudiar a la l'escola primària de Jingwu Road a la ciutat de Jinan, província de Shandong. Durant la Revolució Cultural, de 1968 a 1971 va ser "enviat al camp" a la població de Xiangdongling. (Linyi).
De 1971 a 1974 va estudiar al Departament de Física de la Universitat de Shandong, on posteriorment hi va treballar a l'Institut de Matemàtiques, com a professor associat.
El 1983 va anar a estudiar a França. El 1985 va obtenir el doctorat a la Universitat Paris Dauphine i després a la Universitat de Provence Aix-Marseille I. Al tornar a la Xina va prosseguir els estudis a la Universitat Fudan de Xangai.
El 2007, Peng va ser nomenat científic en cap del projecte "Anàlisi i càlcul quantitatiu en el control del risc financer" del Programa 973 del Ministeri de Ciència i Tecnologia i el 2009 sota el seu lideratge es va aprovar la "Zona Experimental de Formació de Talent Aplicat Interdisciplinari Financer-Matemàtic" a la Universitat de Shandong.

## Activitat científica
Peng Shige s'ha dedicat durant molt de temps a la investigació del procés estocàstic, l'anàlisi estocàstica, les matemàtiques financeres i la creació de la teoria de l'expectativa matemàtica no lineal.
Ha treballat en una sèrie de teoremes importants centrats en el moviment brownià no lineal, la llei no lineal dels grans nombres i el límit central no lineal, com a eines importants per estudiar el preu dels productes financers. L'article publicat per Peng i Etienne Pardoux l'any 1990 es considera el treball fonamental de la teoria de l'equació diferencial en derivades parcials (BSDE). Ha obert un camp de recerca important, que inclou tant teories matemàtiques profundes com importants aplicacions en finances.

## Professor convidat
Peng ha col·laborat com a professor amb diverses universitats estrangeres, com:
- Brown University, Institut de Ciències i Matemàtiques a la Universitat de Nova York,
- Universitat de París VI, Universitat de Maine, Universitat de Bretanya
- Princeton University, Columbia University
- Universitats de Tòquio i Osaka

## Premis i distincions
- 1994: Primer premi Science and Technology, Education Committee of China,[2]
- 1994 i 2008: TAN Kah Kee Science Award by Chinese Academy of Science
- 1995: 2n National Natural Sciences Prize of China,
- 2003: Top Prize of Science and Technology of Shandong Province

- 2005: Escollit membre de l'Acadèmia Xinesa de Ciències
- 2006: SU Buqing Award of Applied Mathematics

- Premi Ciència del Futur 2020 en Matemàtiques i Informàtica, per les seves contribucions pioneres en la teoria de l'equació diferencial estocàstica endarrerida, la fórmula de Feynman-Kac no lineal i l'expectativa matemàtica no lineal. El premi, considerat com "la versió xinesa del Premi Nobel", és el primer premi de ciència no governamental xinès iniciat conjuntament per grups de científics i empresaris.[3]